# 无谎言时刻
| 阶段 | 问题 | 获得奖额 |
| ---- | ---- | -------- |
| 1    | 6    | $10,000  |
| 2    | 5    | $25,000  |
| 3    | 4    | $100,000 |
| 4    | 3    | $200,000 |
| 5    | 2    | $350,000 |
| 6    | 1    | $500,000 |

《无谎言时刻》（英语：The Moment of Truth）是一美国真人秀电视节目。节目是基于哥伦比亚的电视节目Nada más que la verdad改编而来。比赛中选手回答主持人提出的一系列21到问题，所提的问题十分尖锐和私密，若选手没有撒谎的回答出来全部21道问题将获得50万美元的奖金。节目是主持人是马克·沃伯格（Mark Walberg）并在美国福克斯广播电视播出。节目从2008年1月23日开播，共播放2季。本節目已於2009年8月8日完結。

## 节目内容
在上节目之前，选手们要通过测谎机回答至少50道问题，而自己并不知道回答这些问题的结果。在真正演出的时候，节目组从原来的50多道问题中抽取21道让选手作答。题目随着节目的进行越来越涉及到隐私、尖锐。根据测谎仪的测谎测谎结果，如果选手诚实的回答问题，则可以继续挑战下一道问题；相反如果选手在自己的作答时撒了谎，或拒绝回答则游戏结束，并且将失去所有之前获得的游戏积累奖金。在诚实的回答完全部的21道问题后，选手可以获得高达50万美元的奖金。
随着问题的进行，问题的难度加大，涉及到自己的隐私问题方面也更多。所以，到如今，还没有任何一个选手全部回答21道问题，并拿走奖金。节目有时会请来特殊嘉宾（如选手以前的好友、伙伴）提出关于选手私密的问题。在参与节目时，选手的家人、同事、好友也会邀请到现场，他们有一次权利可以让选手不接受回答问题，让主持人更换问题。
尽管目前为止还没有选手诚实的回答全部的21到问题，福克斯广播公司另类娱乐主席麦克·达内尔（Mike Darnell）表示说，“大多数的选手没有说测谎机的测谎结果是错误，选手都会说‘回答那些问题都会有点紧张。’”节目组另外要求与选手签署协议，他们接受测谎机的测谎结果。

## 高收视与争议
无谎言时刻在美国有较高的收视率，仅首播就有230万观众收看。之后的收视情况大有盖过《美国偶像》之势。但在高收视的情况下，很多观众反映节目太过残酷。节目中所涉及的问题很多都是个人的私生活，导致自己的隐私曝光，甚至是破坏与家人、爱人、朋友的关系。在此情况下，该节目的争议也就顺势而生。